# Таловка (станция)
Та́ловка — станция Восточно-Сибирской железной дороги на Транссибирской магистрали (5583 километр).
Расположена в посёлке станции Таловка Прибайкальского района Бурятии.

## История
Основана в 1900 году как разъезд Забайкальской железной дороги. С 1956 года, с основанием посёлка Таловка, в связи со строительством завода железо-бетонных конструкций, преобразована в станцию ВСЖД.

## Дальнее следование по станции
| № поезда | Маршрут движения           | № поезда | Маршрут движения           |
| -------- | -------------------------- | -------- | -------------------------- |
| 69       | -                          | 70       | Москва — Чита              |
| 71       | Улан-Удэ — Северобайкальск | 72       | Северобайкальск — Улан-Удэ |
| 77       | Нерюнгри — Новосибирск     | 78       | Новосибирск — Нерюнгри     |
| 81       | Улан-Удэ — Москва          | 82       | Москва — Улан-Удэ          |
| 361      | Наушки — Иркутск           | 362      | Иркутск — Наушки           |

## Пригородное сообщение по станции
| № поезда | Маршрут движения   | № поезда | Маршрут движения   |
| -------- | ------------------ | -------- | ------------------ |
| 6618     | Таловка — Улан-Удэ | 6627     | Улан-Удэ — Таловка |
| 6612     | Таловка — Улан-Удэ | 6621     | Улан-Удэ — Таловка |
| 6631     | Улан-Удэ — Мысовая | 6632     | Мысовая — Улан-Удэ |
| 6637     | Улан-Удэ — Мысовая | 6638     | Мысовая — Улан-Удэ |